# Clearwater, Kansas
Clearwater är en ort i Sedgwick County i Kansas. Vid 2010 års folkräkning hade Clearwater 2 481 invånare.